# Solomon Islands United Party
Die Solomon Islands United Party (SIUP) ist eine Partei in den Salomonen.

## Geschichte
Die Partei wurde im März 1980 von Premierminister Peter Kenilorea gegründet und bestand zunächst hauptsächlich aus den Regierungsmitgliedern seiner Regierung, welche er seit 1978 geführt hatte. Kenilorea war ursprünglich als unabhängiger Kandidat angetreten, bemühte sich aber eine Partei im Vorfeld der Wahlen 1980 zu gründen. Die Partei gewann 16 der 38 Sitze und Kenilorea blieb Premierminister nachdem er eine Koalitionsregierung mit der Independent Group gebildet hatte. Die Regierung fiel jedoch 1981 wieder nachdem die Independent Group sich zurückzog und die People’s Alliance Party unter Solomon Mamaloni konnte eine Koalitionsregierung mit der Solomon Islands Liberal Party (National Democratic Party) und unabhängigen Abgeordneten bilden.
Die Partei erhielt in den 1980ern immer starke öffentliche Unterstützung, und obwohl sie 1984 in den Wahlen weniger Stimmen errang als die PAP, gewann sie die meisten Sitze und Kenilorea kehrte als Premierminister zurück. Sein Nachfolger wurde 1986 sein Parteigenosse Ezekiel Alebua. In den Wahlen 1989 errang die Partei jedoch nur vier Sitze. In den Wahlen 1993 schrumpfte sie weiter auf drei Sitze und obwohl sie 1997 einen Sitz errang, verlor sie die Repräsentation im Parlament in den Wahlen 2001 vollständig.
Die Partei wurde im Vorfeld der Wahlen 2010 wiederbelebt, als der neue Präsident, Joel Moffat Konofilia, sein Manifest im Juli 2010 veröffentlichte. Er behauptete, dass Gott die Salomonen verflucht habe, um sie zu bestrafen, weil das Land „bei den Vereinten Nationen gegen Israel gestimmt hatte“ („vot[ing] against the nation of Israel“). Er flehte bei Gott um Vergebung und betonte, es solle „ab heute und in Zukunft die United Party ihre Unterstützung schwören und bedingungslos für Israel stimmen in Gehorsam gegenüber dem Wort aus Genesis 12: 1-3“ („starting today and onward the United Party will vow its support and vote for Israel unconditionally in obedience to Genesis 12: 1–3“, Gen 12,1–3 ). Er behauptete, dass seine Überzeugungen und Handlungen als Führer im Falle der Wahl „tief im Wort Gottes gegründet“ sein würden („rooted deeply in the word of God“). Letztendlich trat die Partei jedoch in den Wahlen nicht an.
Die Partei trat bei den Wahlen 2019 erneut an und errang zwei Sitze im Parlament.

## Wahlergebnisse
| Wahl      | Stimmen | %    | Mandate |
| --------- | ------- | ---- | ------- |
| Wahl 1980 | 10.437  | 18,1 | 16 / 38 |
| Wahl 1984 | 14.661  | 21,4 | 13 / 38 |
| Wahl 1989 | 14.703  | 18,2 | 4 / 38  |
| Wahl 1993 | 12.973  | 10,5 | 3 / 47  |
| Wahl 1997 | N/A     | N/A  | 4 / 50  |
| Wahl 2001 | –       | –    | 0 / 50  |
| Wahl 2006 | 324     | 0,2  | 0 / 50  |
| Wahl 2010 | –       | –    | 0 / 50  |
| Wahl 2014 | –       | –    | 0 / 50  |
| Wahl 2019 | 32.302  | 10,4 | 2 / 50  |
| Wahl 2024 | 46.662  | 13,5 | 6 / 50  |